# Ruta Provincial 9 (La Pampa)
La Ruta Provincial 9 es una carretera de Argentina, que recorre la Provincia de La Pampa en sentido norte-sur. Su recorrido total es de 490 km.

## Localidades
Las ciudades y pueblos por los que pasa esta ruta de norte a sur son:
- Departamento Rancul: Parera y Caleufú.
- Departamento Realicó: Ingeniero Luiggi.
- Departamento Trenel: No hay localidades.
- Departamento Conhelo: Conhello.
- Departamento Capital: No hay localidades.
- Departamento Toay: Toay, Cachirulo y Naicó.
- Departamento Utracán: Quehué, Utracán, Gamay, Unanue y Epú Pel.
- Departamento Hucal: No hay localidades.
- Departamento Caleu Caleu: No hay localidades.

## Recorrido

### Ruta Nacional 188 - Ruta Provincial 4
Este sector de 63 km es totalmente de asfalto, es el más transitado de la ruta por ser el único acceso a la ciudad de Parera, en el sector agrícola de la provincia.
Tiene como extremo norte a la Ruta Nacional 188.
Con sentido norte sur, transcurre por el acceso este de la ciudad de Parera y al oeste de la ciudad de Ingeniero Luiggi luego del cruce con la Ruta Provincial 2.
Este tramo finaliza en la Ruta Provincial 4.

### Ruta Provincial 4 - Ruta Provincial 10
La ruta sigue con sentido norte a sur, desde la Ruta Provincial 4 en cercanías de la localidad de Caleufú. Este sector es completamente de tierra natural
Cruza la Ruta Provincial 102 de asfalto en la localidad de Conhelo. 

### Ruta Provincial 10 - Ruta Provincial 12
Este tramo de 35 km de tierra natural no pasa por ninguna población. Sirve de límites para los departamentos Capital y Toay.

### Ruta Provincial 12 - Ruta Provincial 18
La ruta sigue siendo de tierra natural. Transcurre por el centro de la ciudad de Toay hasta la Ruta Provincial 14. A partir de allí transcurre paralela a las vías del ramal ferroviario Toay - General Acha hasta la localidad de Quehué. Es un camino muy sinuoso con curvas cerradas.

### Ruta Provincial 18 - Ruta Nacional 152
Este camino de 28 km es de asfalto, siendo el principal acceso a las localidades de Quehué y Utracán desde la ciudad de General Acha.

### Ruta Nacional 152 - Ruta Provincial 34
El camino sigue rumbo al sur paralelo al ramal ferroviario General Acha - Bahía Blanca hasta la localidad de Unanué. Allí sigue en línea recta hasta la Ruta Provincial 34 en el valle del Río Colorado.

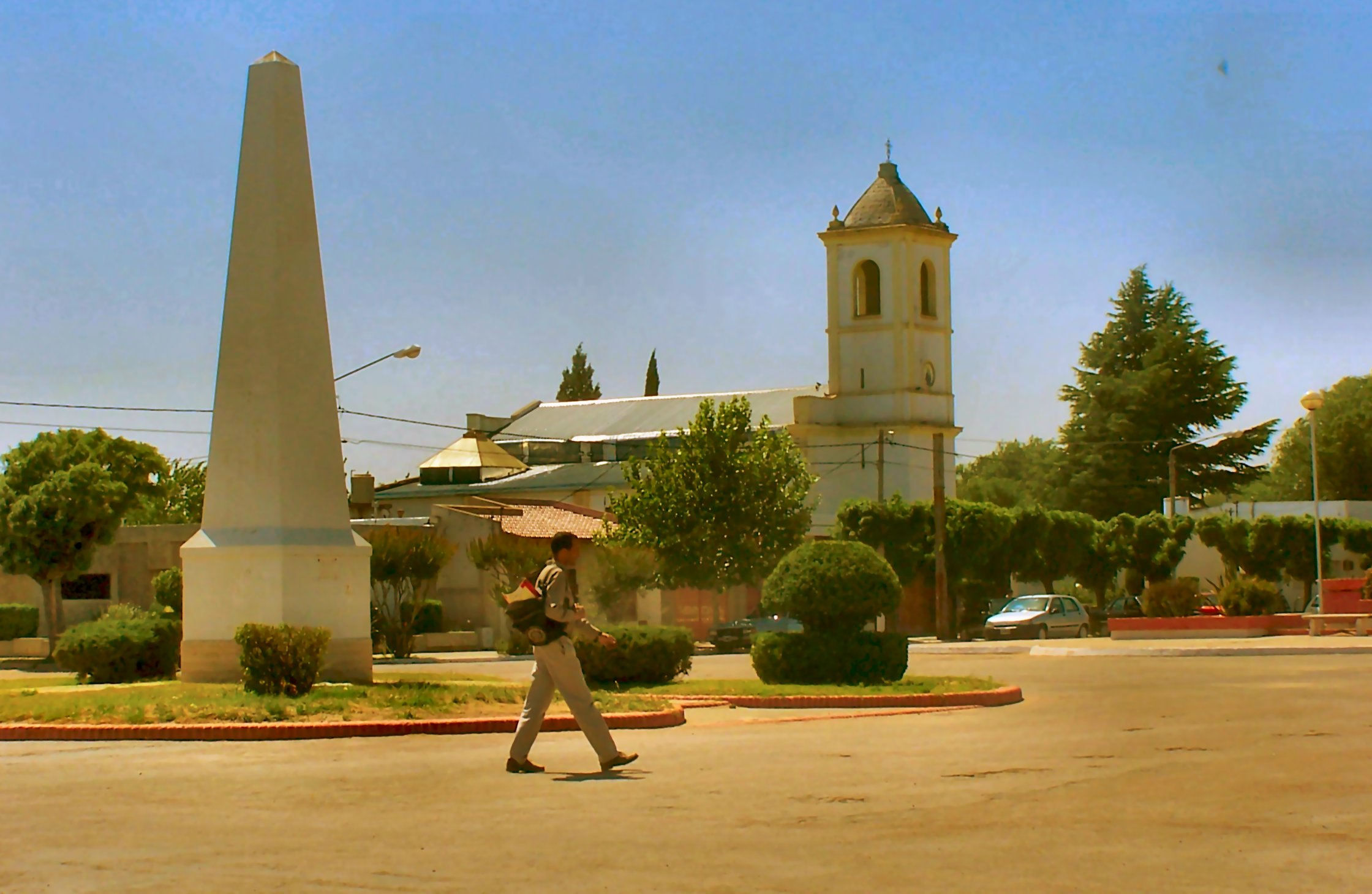
La Ruta Provincial 9 en su paso por la Ciudad de Toay.

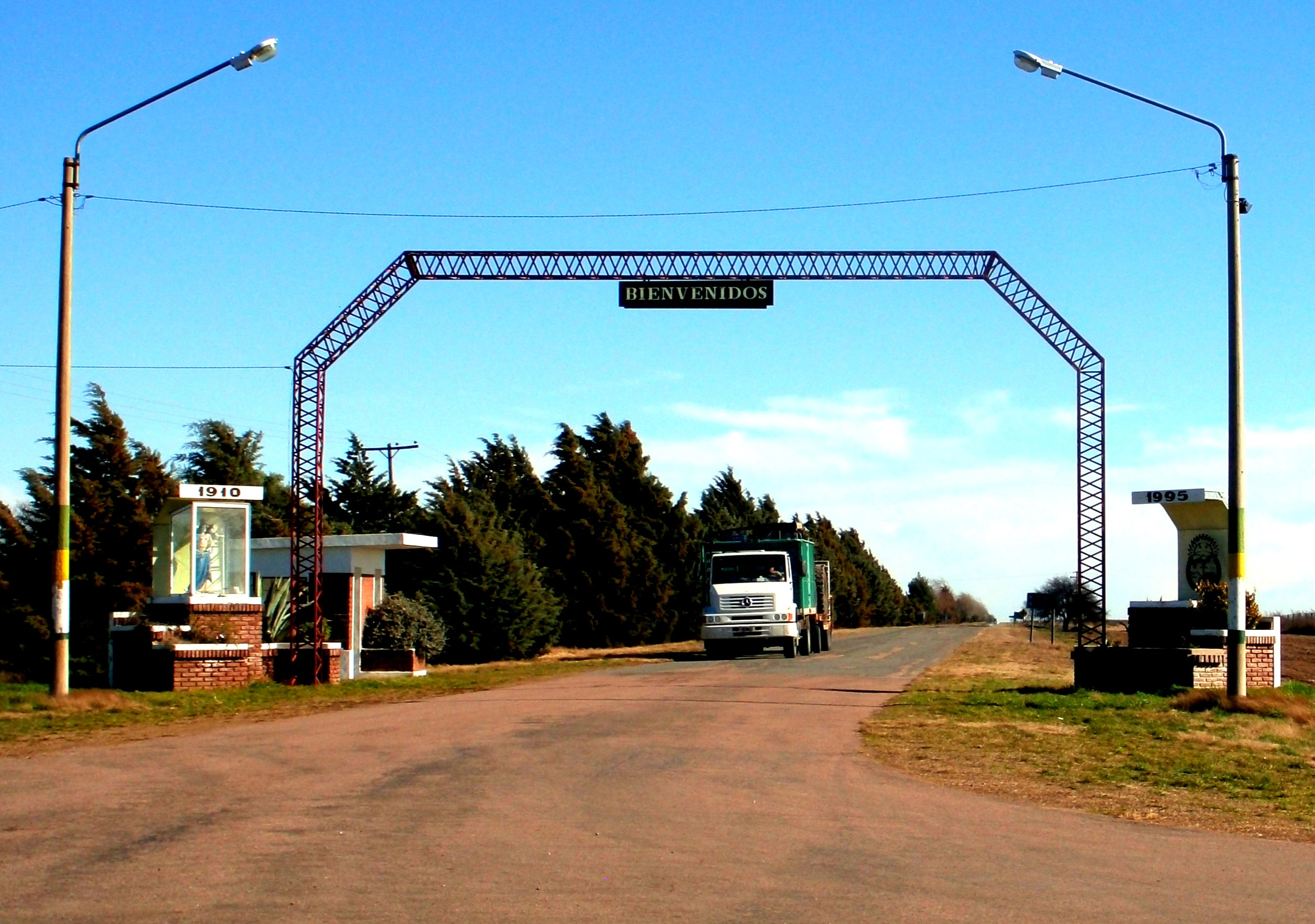
La ruta en el acceso a la localdiad de Unanue